# Rafael Ferreres
Rafael Ferreres Ciurana (Valencia, 1914-ibíd. 28 de diciembre de 1981) fue un filólogo y crítico literario español.

## Biografía
Estudió el bachillerato en Valencia y se doctoró en Filosofía y Letras en Madrid. Fue lector de español en el King's College de Londres y catedrático del Instituto Español en aquella ciudad. Posteriormente impartió clases en la Universidad de San Francisco (California) en calidad de profesor visitante. 
Estudió la lengua valenciana, a la que consideraba independiente de la catalana, y publicó numerosos artículos en la Revista Valenciana de Filología, Ínsula, Cuadernos Hispanoamericanos y otras revistas especializadas, pero también escribió bastante en la prensa. En 1971 recibió el premio de investigación Cerdá Reig por sus estudios sobre cultura valenciana, que comprendían desde la vinculación de Moratín con Valencia hasta la influencia cultural del modernismo y las características de la obra de Eduardo Escalante. Fue académico correspondiente de la Real Academia Española, teniente de alcalde del Ayuntamiento de Valencia desde 1964 y ocupó durante un tiempo la presidencia de la Comisión de bilingüismo de la Comunidad Valenciana. Fue además miembro numerario de la Academia de la Cultura Valenciana y consejero de la institución Alfonso el Magnánimo de Valencia.
Por oposición ganó (1953) la cátedra de literatura del Instituto Ramon Llull de Palma, que el 1954 trasladó al Instituto San Vicente Ferrer de Valencia, del que fue director en dos etapas (1955-1960 y 1976-1981). Entre muchos otros trabajos y ediciones críticas de clásicos sobre todo valencianos compuso varios libros de texto de la asignatura de lengua para las enseñanzas medias y un trabajo sobre el dramaturgo Escalante que fue merecedor del Premio Valencia en 1967.

## Obra

### Algunas publicaciones
- Moratín en Valencia: (1812-1814) Valencia: Institució Alfons el Magnánim, 1999. ISBN 84-7822-293-6
- Los límites del Modernismo y del 98 Madrid: Taurus, 1981. ISBN 84-306-2027-3
- Ed. de Juan de Timoneda, El Patrañuelo. Madrid: Editorial Castalia. ISBN 84-7039-104-6
- Aproximación a la poesía de Dámaso Alonso. Valencia : Bello, 1976. ISBN 84-212-0086-0
- Ed. de Ausiàs March, Obra poética completa, I. Madrid: Editorial Castalia. ISBN 84-7039-321-9
- Ed. de Ausiàs March, Obra poética completa, II. Madrid: Editorial Castalia. ISBN 84-7039-322-7
- Ed. de Gaspar Gil Polo, Diana Enamorada, Clásicos Castellanos, 1962.
- Ed. de Antonio Machado, Campos de Castilla
- Ed. de Antonio Machado, Soledades.
- Ed. de Leandro Fernández de Moratín, La comedia nueva, 1963.
- Ed. de Juan Fernández de Heredia, Obras, Clásicos Castellanos, 1955.
- Ed. de Jorge Manrique, Poesías, 1940.
- Teoría de la literatura y gramática histórica del español, 1946.
- Eduardo Escalante. El hombre y la obra (1967)
- Con Dámaso Alonso, El cancionero antequerano